# Homo ludens

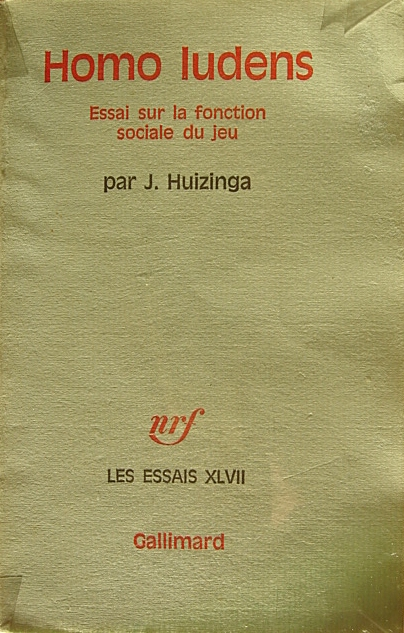
Omslag van de Franse vertaling van Homo ludens

Het idee van de homo ludens (Latijn voor "spelende mens") is een mensbeeld waarin de mens eerst en vooral een spelend wezen is.
De oudst bekende vermelding van de term is de titel van het boek Homo ludens, een algemeen cultuurwetenschappelijk werk uit 1938 van de Nederlandse historicus Johan Huizinga, die grote bekendheid verwierf met zijn cultuurhistorische magnum opus Herfsttij der Middeleeuwen. Zoals de titel al doet vermoeden, gaat Homo ludens over het belang van het spe(e)lelement van cultuur en samenleving. Het spel zou een noodzakelijke voorwaarde zijn voor het voortbrengen van cultuur. In Homo ludens beschreef Huizinga een onbeschaafd en verwerpelijk puerilisme in contrast met de door hem geïdealiseerde ernst in het spel van politiek en cultuur.
In de jaren 1960 werd het concept homo ludens nieuw leven ingeblazen door de Provo's en door de Kabouterbeweging.
Iets eerder had de kunstenaar Constant het begrip geadopteerd na lezing van het boek van Huizinga. In de visie van Constant zal de mens zich ontwikkelen naar een  creatieve, spelende mens, vrij van werk en ook vrij van grenzen. Die spelende mensen zouden zich bewegen in New Babylon, een nieuwe leefomgeving waar iedereen vrij is om te gaan en staan waar hij wil. Constant werkte 20 jaar aan New Babylon en maakte er vele ontwerpen en maquettes voor. 
Later werd het concept homo ludens gebruikt als grondslag voor de opleiding creatieve therapie.